# Капак Юпанки
Капак Юпанки или Капак Йупанки — пятый правитель инков, пришёл к власти, свергнув своего кузена Тарко Вамана.
Оказался жестоким и очень хитрым правителем.

## Биография

### Рождение
Капак Юпанки был сыном Куру Йайи, сестры Майта Капака; по некоторым источникам, родители — Майта Капак и его сестра и жена Мама Кука, у которых Капак Юпанки был первородным сыном.
Чтобы занять трон, убил 9 братьев Тарко, других заставил поклясться ему в верности. Однако был милостив к Тарко Ваману, отправив его управлять завоеванными владениями Анта и Куйо.

### Правление
В течение своего царствования нанес поражение малым этническим группам — Cuntis, прибавив, таким образом, несколько километров к своим владениям и придав им квадратную форму. Авторитет Инки рос, поскольку владение Абанкай отправило к нему двух послов с просьбой о помощи против могущественного государства Чанка.
Инка согласился и послал своего кузена Тарко захватить 1000 птиц в сельве и на плоскогорье, чтобы сжечь их во время военных ритуалов.
Капак Юпанки так никогда и не столкнулся с могущественным государством Чанка, поскольку был отравлен и умер до того, как армия чанков прибыла к Куско.

### Смерть
Куси Чимбо, одна из жен Капака Юпанки, отравила его до того, как тот назначит своего преемника, что он собирался сделать. Заговор был организован Инкой Рока, правителем из династии Hanan (Ханан-Куско).

## Семья
Капак Юпанки в отличие от большинства инков имел двух законных жен. Сначала женился на Куси Чимбо, однако она якобы сошла с ума. Муж сослал душевнобольную супругу и взял в жёны дочь кураки (обладателя) большого города Аямарка — Куре Ильпай. От этого брака родилось много сыновей.

## Достижения
- Заключил союз с племенем Аямарка.
- Увеличил на несколько километров маленькое владение инков.

## В массовой культуре
- В романе Александра Бушкова "«Возвращение пираньи» именем инкского правителя названа радикальная марксистско-ленинская повстанческая группировка, действующая на территории вымышленной латиноамериканской страны Санта-Кроче. По ходу сюжета отряд Кирилла Мазура неоднократно вступает в бой с боевиками группировки и в конце концов истребляет почти всех её лидеров.